# Ibro Šarić
Ibro Šarić (ur. 20 lutego 1982 w Cazinie) – bośniacki szachista, arcymistrz od 2007 roku.

## Kariera szachowa
Pierwsze znaczące zwycięstwo w międzynarodowym turnieju odniósł w roku 2001, triumfując (wspólnie z Nenadem Doriciem) w Kostrenie. W 2002 podzielił I m. (wspólnie z Josipem Rukaviną) w Opatii, natomiast w 2003 podzielił II m. (za Emirem Dizdareviciem) w Zenicy. W 2004 zwyciężył w Umagu, w 2005 ponownie uzyskał dobry wynik z Zenicy (dzieląc I m. z Emirem Dizdareviciem, Miodragiem Saviciem i Suatem Atalıkiem) oraz podzielił II m. w Zadarze (za Władimirem Petkowem, wspólnie z Jewgienijem Glejzerowem, Marko Tratarem, Władysławem Niewiedniczym, Dragišą Blagojeviciem i Zdenko Kožulem), w 2006 zadebiutował w narodowej drużynie na szachowej olimpiadzie w Turynie, natomiast w 2007 triumfował w Vogošcy (wspólnie z Aleksandarem Kovačeviciem), podzielił II m. w Puli (za Robertem Zelčiciem, wspólnie z m.in. Ognjenem Cvitanem, Nenadem Fercecem, Gawainem Jonesem i Kjetilem Lie) oraz zdobył w Sarajewie brązowy medal indywidualnych mistrzostw Bośni i Hercegowiny.
Najwyższy ranking w dotychczasowej karierze osiągnął 1 maja 2013 r., z wynikiem 2572 punktów zajmował wówczas 3. miejsce (za Predragiem Nikoliciem i Borki Predojeviciem) wśród bośniackich szachistów.